# Evolvulus prostratus
Evolvulus prostratus är en vindeväxtart som beskrevs av Robins. Evolvulus prostratus ingår i släktet Evolvulus och familjen vindeväxter. Inga underarter finns listade i Catalogue of Life.